# Музаффар (бухарський емір)
Музаффар (1834– 31 жовтня 1885) — 6-й правитель Бухарського емірату у 1860–1885. Повне ім'я Мухаффар ад-Дін Багадур Хан. вів боротьбу за встановлення впливу в Кокандському ханстві, підтримував південні узбецькі ханства у протистоянні з Еміратом Афганістан, проте зрештою не досяг тривалого успіху. Зазнав поразки у війні з Російською імперією 1866—1868 років. 1873 року над еміратом було встановлено російський протекторат.

## Життєпис
Походив з династії Мангит. Син еміра Насрулли. Народився 1834 року в Бухарі. Згідно Ахмада Доніша, батько не бажав, що йому спадкував Музаффар, а більше схилявся до онука Саїда Абдулмуміна. Лише раптова смерть Насрули 1860 року завадила оголосити останнього спадкоємцем. Музаффар спадкував владу. Музаффар здійснив церемонію сходження на трон на тимуридському тронному камені Кук-таше у палаці Куксарай у Самарканді, ставши останнім з бухарських емірів, що це зробив.
Спочатку позбавив посад візирів та інших вищих чиновників, призначених батьком, конфіскував їхнє майно та призначив на їхні місця вірних людей. Музаффар не шанував чиновників Шахрисабза як його батько, що викликало невдоволення, особливо двох знатних родів — таракли на чолі з Джура-бієм і ачамайли на чолі з Хакім-бієм, які 1861 року почали повстання, внаслідок якого емірські беки з мангитів були повалені, а Музаффар за 38 днів не зміг взяти Шахрисабз і змушений був укласти мир. 1862 року війна продовжилася, але зрештоюМузаффар фактично визнав самостійністьШахрисабзького бекства. Водночас з великими труднощами він придушив повстання у Гісарі, Кулябі та Бальджуані. За цим змістив та стратив Ібрагім, хакіма Самарканду, що виступив проти еміра.
Поступово значного впливу набув користувався перс за походженням Мухаммад-бій, який отримав посаду кушбегі (на кшталт першого міністра), який поступово поставив на важливі посади своїх родичів. Разом з тим сам Музаффар підтримував здебільшого родичів дружини-персіянки, зокрема швагера Ширалі, якого призначив інаком (командувачем військ).
1862 року виступив на допомогу Худояр-хану, що боровся за владу в Кокандському ханстві з Шахмурад-ханом. В результаті останнього було повалено, а Худояр-хан захопив Коканд. 1863 року допоміг тому придушити повстання кипчаків. Втім невдовзі Худояр-хан знову втратив владу. 1865 року домовився з Алім-Кул-Амір-лашкаром про передачу емірату Ташкента вобмін на допомогу проти росіян. Втім бухарську армію випередило російське військо, яке завдало поразки кокандцям, захопивши Ташкент. 1866 року бухарський емір втретє сприяв відновленню Худояр-хана на кокандському троні.
Кокандські справи та боротьба з Росією завадило еміру надати вчасну та повну допомогу Кундузькому, Андхойському, Бадахшанському і Сарипульському ханства, що вели боротьбу проти афганського еміра Дост Мухаммеда.
При цьому стикнувся з вторгнення російських військ на чолі із генералом Михайлом Черняєвим, що 11 лютого 1866 року спробував захопити Самарканд, але біля Джизаку зазнав атак й відступив. Почалася російсько-бухарська війна. Емірські війська 1866 року — у битвах при Ходженті, потім у битві при Іджарі сам Музаффар з 40 тисячами вояків (15 000 бухарців і 25 000 казахів) з 20 гарматами був переможений 3,6-тисячним російським військом генерала Дмитра Романовського. Останній після жорстокого штурму захопив Ходжент. За цих обставин бухарський емір відправив посольство до османського султана Абдул-Азіза з проханням по допомогу. Було оголошено джихад для боротьби з росіянами. Ті ж в свою чергу 2 жовтня 1866 року захопили Ура-Тепе, а 18 жовтня — Джизак. Емір відправив посольства до Джона Лоуренса, віцекороля Британської Індії, та Дост Мухаммеда, еміра Афганістану. Втім марно. 1867 року було встановлено перемир'я.
У травні 1868 року війна поновилася. У битвах біля Чупан-аті та Зерабулаці бухарське військо знову зазнало поразок. Було втрачено Самарканд. Музаффар отаборився в Керміні. Невдовзі проти нього повстав старший син Абдумалік, що перебував в Бухарі. За цих умов емір вимушен був укласти з фон Кауфманом Самаркандський договір, за яким емірат втрачав Джизак, Ура-Тюбе та Ходжент, в Керміне, Карші і Чарджуї встановлювалися російські залоги, зобов'язувався виплатити контрибуцію у вигляді 125 тис. золотих тиллей (500 тис. карбованців), підданні Російської імперії отримали право вільної торгівлі.
Натомість емір отримав військову допомогу для придушення повстання сина. Останній, зазнавши поразки, втік до Хівинського ханства. Повстання китабських та шахрисабзських беків проти Музаффара було придушене силами російських військ.
1870 року відкинув пропозицію хівинського хана Мухаммада Рахима II спільно виступити проти Російської імперії. Того ж року російський загін захопив Шахрисабзьке бекство. Після перемоги росіян на хівинцями 1873 року Музаффару було нав'язано Шахризабзький договір, за яким Самаркандз областю приєднувався до імперії, встановлювався протекторат Росії над Бухарським еміратом, російські купці отримувати право безмитної торгівлі, заборонялася работоргівля.
Спроби втрутитися у 1869—1872 роках на боці Кундузького і Акчинського ханств, де панували зятьї Музаффара, не мали успіху. В результаті до 1873 року над цими ханствами було встановлено владу Афганістану. 1875 року таємно (або зі згоди росіян) надав невеличку військову допомогу Сарипульському, Мейменському та Шибирханському ханствам, що повстали проти афганського еміра Шир-Алі Хана, але марно. Наслідком стала остаточна ліквідація цих ханств та приєднання до Афганістану.
В 1881 році заснував Орден Золотої Зірки, що став першим орденом емірату. Помер Музаффар у 1885 році, був похований на цвинтарі Ішана Імло в Бухарі (його було зруйновано у роки СРСР). Його наступником став син Саїд Абдул-Ахад.

## Меценат
Був великим шанувальником творчості Алішера Навої. 1872 року подарував рукопис його «Дивана» Вікторії, королеві Великої Британії.

## Родина
Мав 4 дружини і близько 20 наложниць, від яких народилося 16 доньоок і 10 синів.